# Micro-ARN 145
Le micro-ARN 145 (miR 145 dans la terminologie anglophone) est un micro-ARN intervenant dans le fonctionnement des cellules du muscle lisse vasculaire. Il semble fonctionner de manière associée au micro-ARN 143.

## Structure
Son gène est situé sur le chromosome 5 e fait environ 1.7 Kba.

## Rôles
Sa cible serait la transcription du KLF4 (Kruppel-like factor 4), de la myocardine et du Elk-1. Sa propre transcription serait régulé par le serum response factor (SRF) et le Nkx2–5 (cardiac NK-2 transcription factor). 
Il s'agit du micro-ARN le plus abondant dans les cellules musculaires vasculaires.
Avec le miR-143, il permet la transformation de certaines cellules souches en cellules musculaire lisse et empêcherait la prolifération de ces dernières. 
Son expression est diminuée lors d'une lésion de l'intima vasculaire et sa réactivation permettrait de limiter la prolifération cellulaire, conséquence de cette lésion.
Sur un modèle animal avec sur-expression de cette molécule, elle pourrait ainsi limiter l'athérome et en modifier sa structure.